# Vulpinsäure
Vulpinsäure, auch Letharsäure, ist eine organische chemische Verbindung, die zu den Lactonen, Estern, Enolen und zur Gruppe der Pulvinsäure-Farbstoffe zählt. Vulpinsäure ist ein starkes natürliches Gift, das von manchen Flechtenarten, wie etwa der Wolfsflechte (Letharia vulpina), produziert wird. Es dient vermutlich als Fraßschutz vor Schnecken. Da es für alle fleischfressenden Wirbeltiere giftig ist, wurde es früher in Skandinavien zum Vergiften von Wolfs- und Fuchsködern genutzt.

## Geschichte und Vorkommen

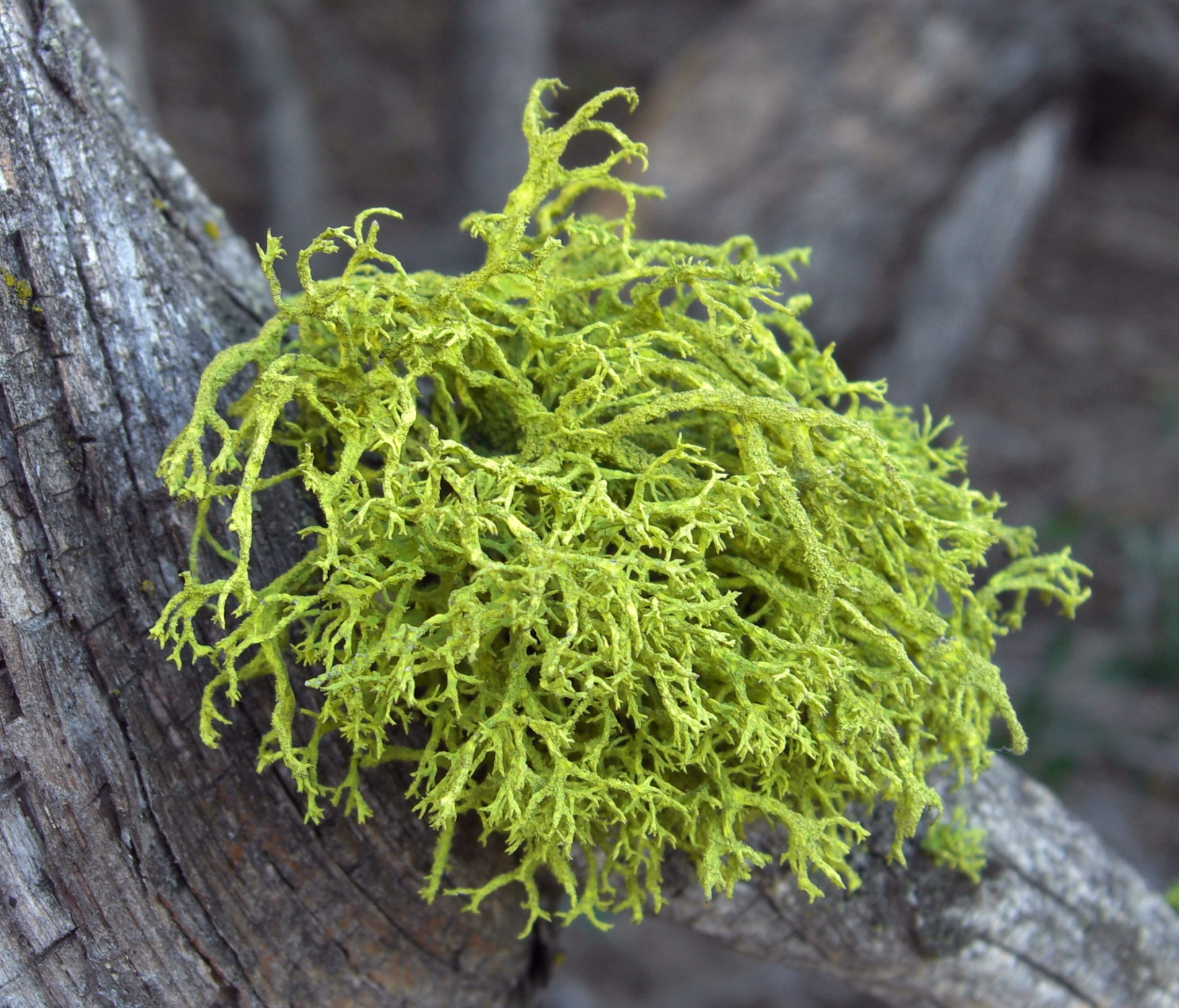
Wolfsflechte (Letharia vulpina)

Die Vulpinsäure wurde 1831 bei der Untersuchung von Flechten durch den französischen Apotheker und Chemiker Pierre-Antoine Bebert entdeckt, aber erst 1860 von Franz Möller und Adolph Strecker genauer untersucht und beschrieben. Beim längeren Erhitzen der Säure in wässriger Bariumhydroxidlösung erhielten Möller und Strecker neben Methanol und Kohlenstoffdioxid einen „Methylether der Oxalsäure, Phthalsäure und Benzoesäure“. Jacob Volhard synthetisierte als erster die Vulpinsäure sowie die Pulvinsäure.
Außer in Flechten findet sich Vulpinsäure in vielen Pilzen wie den Dickröhrlingsverwandten als gelber Farbstoff.

## Chemische und biologische Eigenschaften
Vulpinsäure ist keine Carbonsäure, sie besitzt ähnlich wie Ascorbinsäure (Vitamin C) eine Enolgruppierung, die sauer wirkt (auch „vinyloge Carbonsäure“ genannt). In basischen Lösungen bilden sich die Alkoholate der Vulpinsäure, wobei das Ammonium-, die Alkali- und Erdalkalisalze (mit Ausnahme des Kaliumsalzes) gut löslich, die Verbindungen aller anderen Metalle schwer löslich in Wasser sind. Die Verseifung von Vulpinsäure liefert die Carbonsäure Pulvinsäure.
Die Vulpinsäure ist ähnlich wie die Abscisinsäure ein natürlicher Wachstumsinhibitor bei Pflanzen und besitzt beim Menschen antiinflammatorische und antibakterielle Wirkung.